# Neu-Anspach
Neu-Anspach ist eine Stadt mit 14.365 Einwohnern (31. Dezember 2023) im südhessischen Hochtaunuskreis. Am 31. Oktober 2007 wurde die damalige Gemeinde Neu-Anspach aufgrund des Erreichens der Einwohnerzahl von 15.000 zur Stadt erhoben.

## Geographie

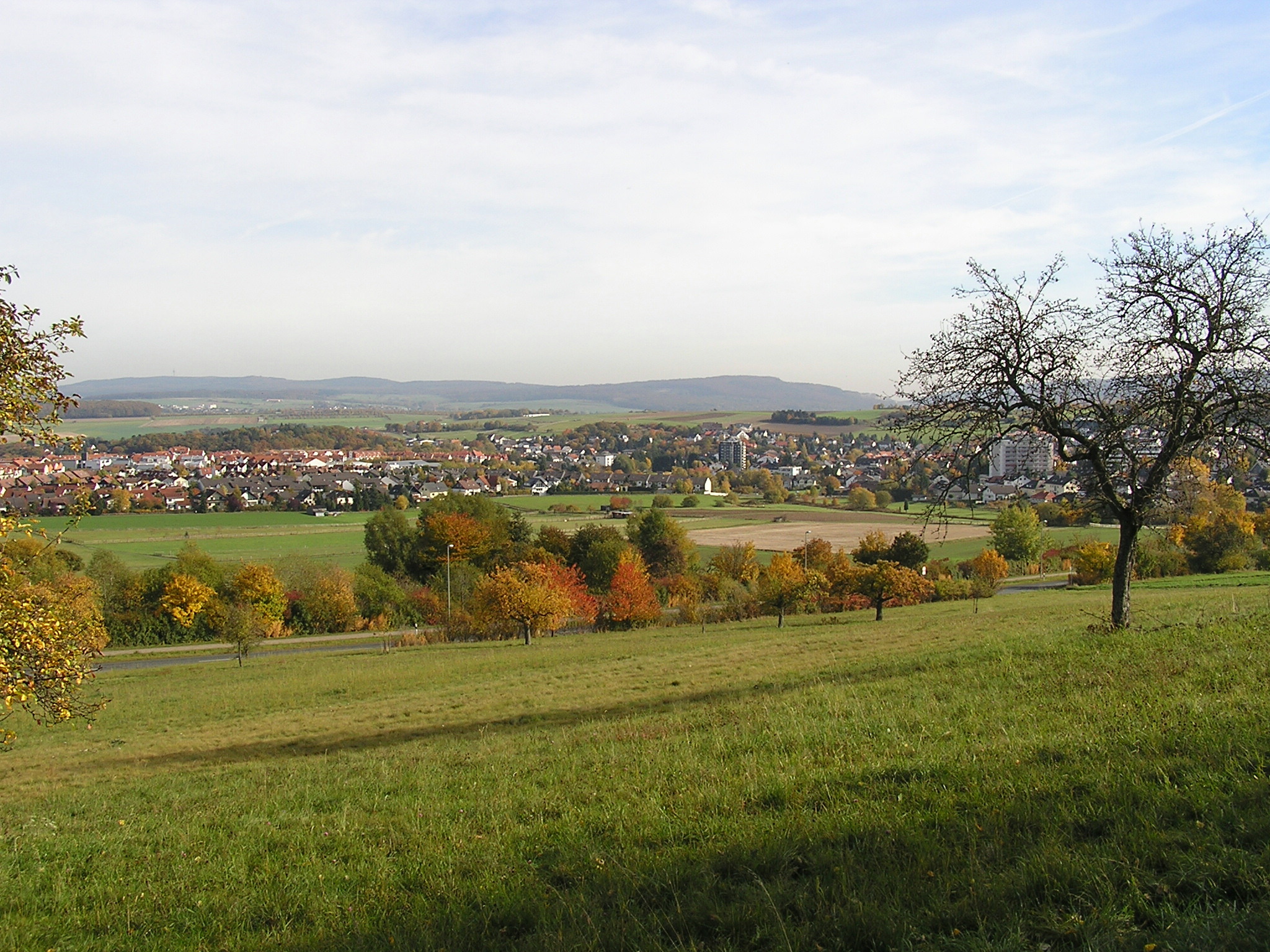
Neu-Anspach von Nordwesten

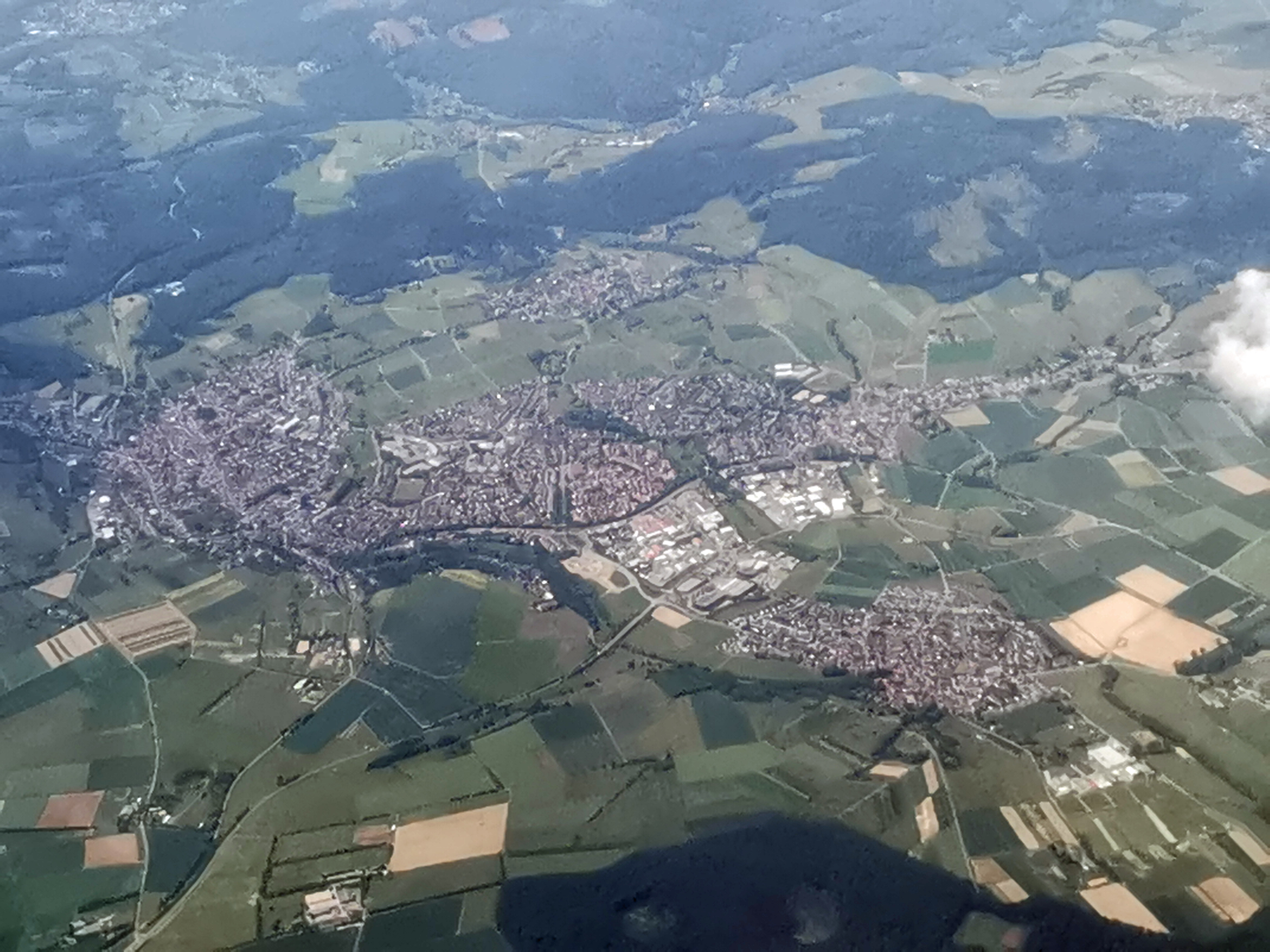
Luftbild

### Geographische Lage
Neu-Anspach liegt in 300 bis 400 Meter Höhe nördlich des östlichen Taunuskamms in einer weiträumigen Senke des Usatals. Auf dem Gebiet von Neu-Anspach verlaufen folgende Bäche, die alle in die Usa fließen: Ansbach, Heisterbach, Arnsbach, Forstbach, Röderbach, Häuserbach und Eisenbach.

### Nachbargemeinden
Neu-Anspach grenzt im Nordwesten und Norden an die Stadt Usingen, im Osten an die Gemeinde Wehrheim, im Süden an die Stadt Bad Homburg vor der Höhe sowie im Westen an die Gemeinde Schmitten im Taunus. Neu-Anspach ist die einzige Gemeinde des Hochtaunuskreises, die nicht an einen anderen Landkreis grenzt.

### Stadtgliederung
Die Gemeinde Neu-Anspach umfasst 4 Stadtteile.
| Stadtteil       | Wappen                     | Eingemeindung     | Einwohner |
| --------------- | -------------------------- | ----------------- | --------- |
| Anspach         | Wappen von Anspach         | 1. Dezember 1970  | 9999      |
| Hausen-Arnsbach | Wappen von Hausen-Arnsbach | 1. Dezember 1970  | 2525      |
| Rod am Berg     | Wappen von Rod am Berg     | 1. Dezember 1970  | 724       |
| Westerfeld      | Wappen von Westerfeld      | 31. Dezember 1971 | 1325      |

## Geschichte

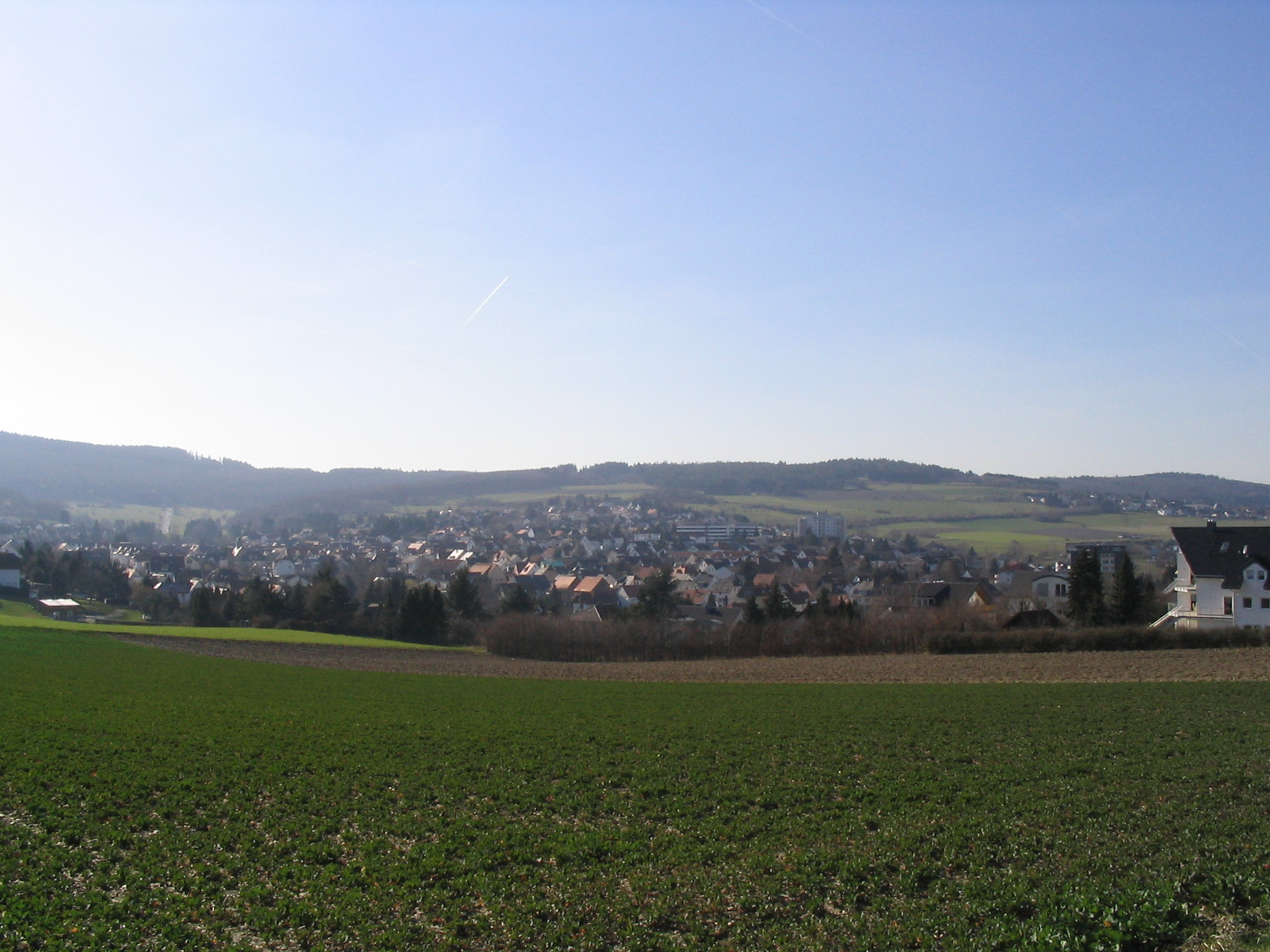
Südlicher Teil des alten Ortskerns

Urkundlich wird der namensgebende Stadtteil Anspach im Jahre 1274 zum ersten Mal als Langenansbach erwähnt. Ursprünglich zog sich die Bebauung vom heutigen Waldschwimmbad bis zum alten Ortskern hin. Der benachbarte Ort Stahlnhain wurde Ende des 14. Jahrhunderts zur Wüstung und Teil der Gemarkung Langenansbachs.
Anekdotisch: „Während des 30-jährigen Krieges wurde Anspach von feindlichen Truppen belagert, wodurch sich die Bevölkerung in die umgebenden Wälder flüchtete. Nach einiger Zeit schlich sich der damalige Schultheiss Johannes Paul Löw aufgrund eines Traumes in das Dorf zurück, um zu überprüfen, ob seine verborgenen Schätze entdeckt worden seien. Als er feststellte, dass keine feindlichen Truppen mehr zugegen waren, begann er die Kirchenglocken zu läuten, um die Bevölkerung zu informieren. Angeblich passierte dies um zehn Uhr, so dass die Glocken der evangelischen Kirche täglich um zehn Uhr (heute um elf Uhr) zum Angedenken läuteten. In Erinnerung an diese Tat wurden die Glocken in das neue Wappen des Ortsteils Anspach aufgenommen.“
Neu-Anspach entstand im Zuge der Gebietsreform in Hessen am 1. Dezember 1970 als freiwilliger Zusammenschluss der vorher selbständigen Gemeinden Anspach, Rod am Berg und Hausen-Arnsbach. Westerfeld kam als vierter Ortsteil am 31. Dezember 1971 auf freiwilliger Basis hinzu. Ortsbezirke wurden in Neu-Anspach nicht gebildet.
Im Norden der Gemarkung Anspach nördlich der Usa und in Höhe des Bahnhofs entstand sodann zwischen den vier Ortsteilen auf freier Fläche ein ausgedehntes Neubaugebiet mit einer neuen Ortsmitte. Um einen Marktplatz gruppieren sich das Einkaufszentrum Feldberg-Center, das Bürgerzentrum und die Katholische Kirche St. Marien mit Gemeindezentrum.
Der größte politische Skandal der Stadt war die Verhaftung des Bürgermeisters Heinz Born (SPD) am Buß- und Bettag 1991 wegen Korruptions-Verdachts im Zusammenhang eines Bauvergabekartells auf Kreisebene.
Bei der folgenden Kommunalwahl wurde die langjährig dominierende SPD-Fraktion halbiert.
Im August 2007 legte Bürgermeister Klaus Hoffmann (CDU) der Gemeindevertretung den Plan vor, Stadtrechte zu beantragen. Am 3. September 2007 stimmte die Gemeindevertretung einstimmig diesem Plan zu. Nach einem Beschluss der Hessischen Landesregierung wurde der Gemeinde schließlich am 30. Oktober 2007 das Recht verliehen, die Bezeichnung Stadt zu führen.

## Politik

### Stadtverordnetenversammlung
Die Kommunalwahl am 14. März 2021 lieferte folgendes Ergebnis, in Vergleich gesetzt zu früheren Kommunalwahlen:
| Sitzverteilung in der Stadtverordnetenversammlung 2021Insgesamt 37 Sitze - SPD: 7 - Grüne: 6 - FDP: 1 - B-NOW: 5 - NBL: 3 - FWG-UBN: 4 - CDU: 11 | Parteien und Wählergemeinschaften | Parteien und Wählergemeinschaften                               | 2021  | 2021  | 2016  | 2016  | 2011  | 2011  | 2006  | 2006  | 2001  | 2001  |
| Sitzverteilung in der Stadtverordnetenversammlung 2021Insgesamt 37 Sitze - SPD: 7 - Grüne: 6 - FDP: 1 - B-NOW: 5 - NBL: 3 - FWG-UBN: 4 - CDU: 11 | Parteien und Wählergemeinschaften | Parteien und Wählergemeinschaften                               | %     | Sitze | %     | Sitze | %     | Sitze | %     | Sitze | %     | Sitze |
| Sitzverteilung in der Stadtverordnetenversammlung 2021Insgesamt 37 Sitze - SPD: 7 - Grüne: 6 - FDP: 1 - B-NOW: 5 - NBL: 3 - FWG-UBN: 4 - CDU: 11 | CDU                               | Christlich Demokratische Union Deutschlands                     | 29,7  | 11    | 30,9  | 12    | 43,7  | 16    | 46,9  | 18    | 40,4  | 15    |
| Sitzverteilung in der Stadtverordnetenversammlung 2021Insgesamt 37 Sitze - SPD: 7 - Grüne: 6 - FDP: 1 - B-NOW: 5 - NBL: 3 - FWG-UBN: 4 - CDU: 11 | SPD                               | Sozialdemokratische Partei Deutschlands                         | 18,4  | 7     | 17,0  | 6     | 22,7  | 8     | 27,8  | 10    | 34,9  | 13    |
| Sitzverteilung in der Stadtverordnetenversammlung 2021Insgesamt 37 Sitze - SPD: 7 - Grüne: 6 - FDP: 1 - B-NOW: 5 - NBL: 3 - FWG-UBN: 4 - CDU: 11 | Grüne                             | Bündnis 90/Die Grünen                                           | 15,6  | 6     | 8,0   | 3     | 19,5  | 7     | 11,7  | 4     | 12,1  | 4     |
| Sitzverteilung in der Stadtverordnetenversammlung 2021Insgesamt 37 Sitze - SPD: 7 - Grüne: 6 - FDP: 1 - B-NOW: 5 - NBL: 3 - FWG-UBN: 4 - CDU: 11 | B-NOW                             | Bürgerliste-Neue offene Wählergemeinschaft                      | 14,0  | 5     | 27,0  | 10    | –     | –     | –     | –     | –     | –     |
| Sitzverteilung in der Stadtverordnetenversammlung 2021Insgesamt 37 Sitze - SPD: 7 - Grüne: 6 - FDP: 1 - B-NOW: 5 - NBL: 3 - FWG-UBN: 4 - CDU: 11 | FWG-UBN                           | Freie Wählergemeinschaft der unabhängigen Bürger in Neu-Anspach | 10,4  | 4     | 9,2   | 3     | 10,1  | 4     | 7,4   | 3     | 7,7   | 3     |
| Sitzverteilung in der Stadtverordnetenversammlung 2021Insgesamt 37 Sitze - SPD: 7 - Grüne: 6 - FDP: 1 - B-NOW: 5 - NBL: 3 - FWG-UBN: 4 - CDU: 11 | NBL                               | Neu-Anspacher Bürgerliste                                       | 7,7   | 3     | –     | –     | –     | –     | –     | –     | –     | –     |
| Sitzverteilung in der Stadtverordnetenversammlung 2021Insgesamt 37 Sitze - SPD: 7 - Grüne: 6 - FDP: 1 - B-NOW: 5 - NBL: 3 - FWG-UBN: 4 - CDU: 11 | FDP                               | Freie Demokratische Partei                                      | 4,3   | 1     | 3,2   | 1     | 3,9   | 2     | 6,2   | 2     | 4,9   | 2     |
| Sitzverteilung in der Stadtverordnetenversammlung 2021Insgesamt 37 Sitze - SPD: 7 - Grüne: 6 - FDP: 1 - B-NOW: 5 - NBL: 3 - FWG-UBN: 4 - CDU: 11 | Linke                             | Die Linke                                                       | –     | –     | 4,6   | 2     | –     | –     | –     | –     | –     | –     |
| Sitzverteilung in der Stadtverordnetenversammlung 2021Insgesamt 37 Sitze - SPD: 7 - Grüne: 6 - FDP: 1 - B-NOW: 5 - NBL: 3 - FWG-UBN: 4 - CDU: 11 | Gesamt                            | Gesamt                                                          | 100,0 | 37    | 100,0 | 37    | 100,0 | 37    | 100,0 | 37    | 100,0 | 37    |
| Sitzverteilung in der Stadtverordnetenversammlung 2021Insgesamt 37 Sitze - SPD: 7 - Grüne: 6 - FDP: 1 - B-NOW: 5 - NBL: 3 - FWG-UBN: 4 - CDU: 11 | Wahlbeteiligung in %              | Wahlbeteiligung in %                                            | 58,9  | 58,9  | 53,3  | 53,3  | 53,3  | 53,3  | 42,1  | 42,1  | 52,7  | 52,7  |

### Bürgermeister
Nach der hessischen Kommunalverfassung wird der Bürgermeister für eine sechsjährige Amtszeit gewählt, seit dem Jahr 1993 in einer Direktwahl, und ist Vorsitzender des Magistrats, dem in der Stadt Neu-Anspach neben dem Bürgermeister der Erste Stadtrat und neun weitere ehrenamtliche Stadträte angehören. Bürgermeister ist seit dem 1. Juli 2023 Birger Strutz (CDU). Er setzte sich am 23. März 2023 in einer Stichwahl gegen den Amtsinhaber Thomas Pauli (SPD), der für eine zweite Amtszeit angetreten war, bei 47,49 Prozent Wahlbeteiligung mit 53,96 Prozent der Stimmen durch.
Amtszeiten der Bürgermeister
- 2023–2029 Birger Strutz (CDU)[13]
- 2017–2023 Thomas Pauli (SPD)
- 2005–2017 Klaus Hoffmann (CDU)
- 1993–2005 Gerd Hillen (parteilos)
- 1991–1993 Rudi Rübsamen (SPD) (kommissarisch)
- 1984–1991 Heinz Born (SPD) (wegen Korruption zurückgetreten[16])
- 1970–1984 Rudolf Selzer (SPD), zuvor Bürgermeister der Gemeinde Anspach

### Wappen
| Wappen von Neu-Anspach | Blasonierung: „Schild geviertet und in der Mitte mit einem Ring in verwechselten Farben belegt; Feld 1: in Gold eine rote Rose mit grünen Butzen, Feld 2: In Grün eine goldene Glocke, Feld 3: In Grün eine goldene Ähre, Feld 4: In Gold eine rote Hirschstange.“ |
| Wappen von Neu-Anspach | Wappenbegründung: Das Wappen greift Elemente auf aus den Wappen der vier ehemals eigenständigen Gemeinden Hausen-Arnsbach (Rose mit grünen Butzen auf goldenem Grund), Anspach (goldene Glocke auf blauem Grund, 1817 bis 1953 fünf grüne, nach oben oval geschlossene Rundhöcker zweizeilig übereinandermontiert), Westerfeld (goldene Ähre auf grünem Grund) und Rod am Berg (rote Hirschstange auf goldenem Grund). Das Wappen wurde von dem Bad Nauheimer Heraldiker Heinz Ritt gestaltet und am 13. Februar 1974 durch das Hessische Ministerium des Innern genehmigt. |

### Partnerstädte
- Thalgau, Österreich, seit 1974
- Saint-Florent-sur-Cher, Frankreich, seit 1982
- Šentjur pri Celju, Slowenien, seit September 2006[19]

## Wirtschaft und Infrastruktur

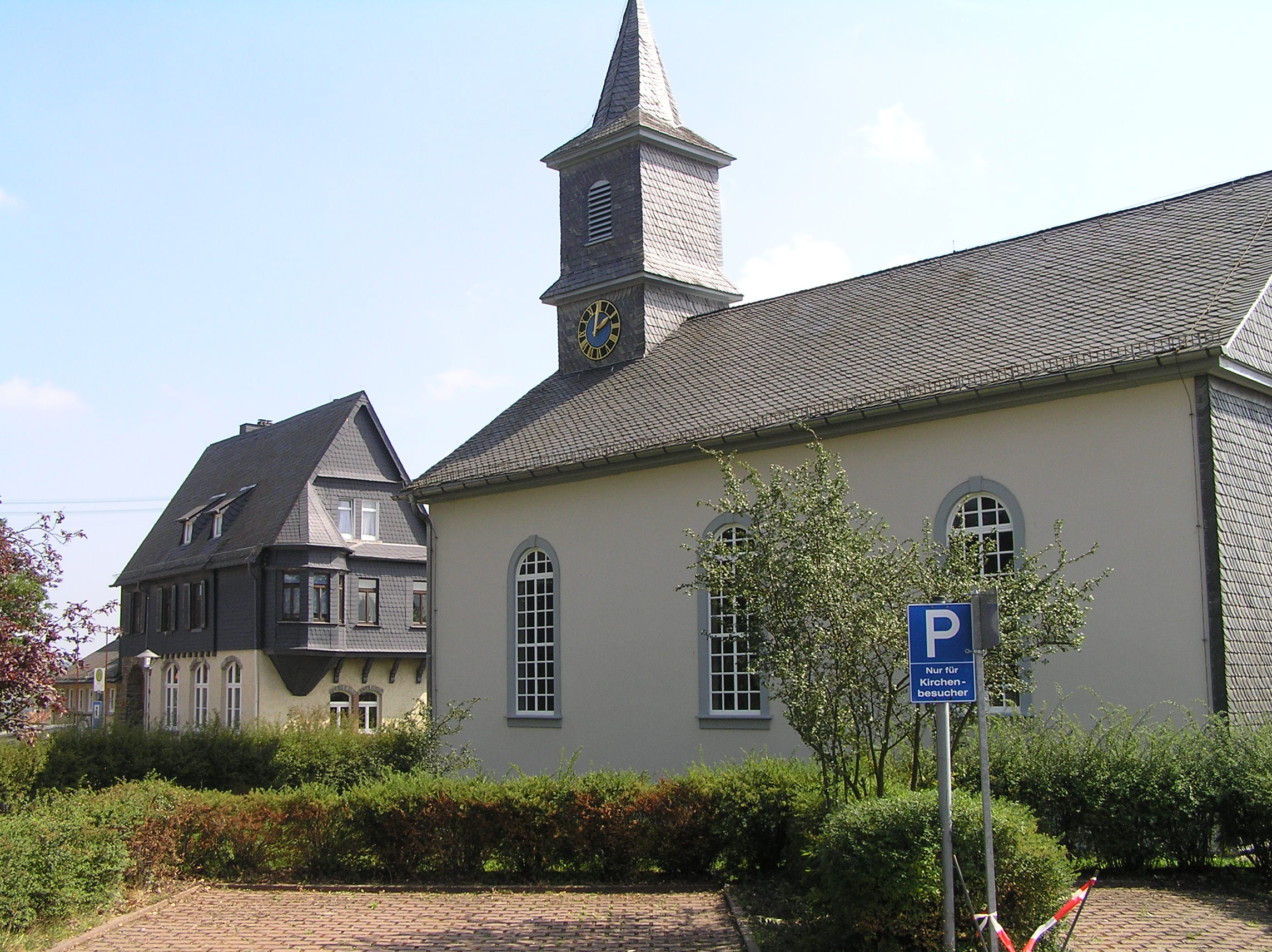
Kirche und alte Schule Hausen-Arnsbach

Die Stadt Neu-Anspach wies im Jahr 2020 einen überdurchschnittlichen Kaufkraftindex von 115 des Bundesdurchschnitts auf.

### Wirtschaft
Die Wirtschaft der zusammengehenden ehemaligen Dörfer war landwirtschaftlich geprägt und eher kleingewerblich ausgerichtet. Es war Ziel des Zusammenschlusses von 1970/72, auf neu ausgewiesenen Bauflächen vor allem die Ansiedlung von Bürgern voranzutreiben, die ihre Arbeitsstätten überwiegend im Raum Frankfurt am Main haben. Dennoch hat sich neben zahlreichen Handels- und Dienstleistungsbetrieben eine Reihe von mittelständischen Betrieben angesiedelt:
- Vergärungsanlage für nachwachsende Rohstoffe (seit 2007) am Standort Deponie Brandholz, Bauherr Rhein-Main Deponie GmbH, Betreiber AGROGAS SERVICE GmbH & Co KG (i. G.) und der landw. Erzeugergemeinschaft „NawaRo“ Hochtaunus
- Möbelfabrik Schlapp Möbel GmbH & Co. KG, Internationale Objekteinrichtungen
- Fa. Greentop, Rußpartikelfilter
- Adam Hall GmbH, Hersteller und Vertriebsunternehmen, das Event Technologie-Lösungen für Geschäftskunden weltweit anbietet (z. B. Flightcase Hardware und Audiozubehör)
- ICS International AG, IT-Systemhaus und Anbieter industrieller Kennzeichnung
- Pferdesport Wintermühle GmbH (Reitsport, Pferdehandel)
- Landwirtschaftliches Lohnunternehmen Staehr, Dienstleistungen für die Landwirtschaft
- Verfahrenstechnik Schweitzer (VTS), Förder- und Lagerungstechnik für kommunale Abwasserbetriebe

### Verkehr

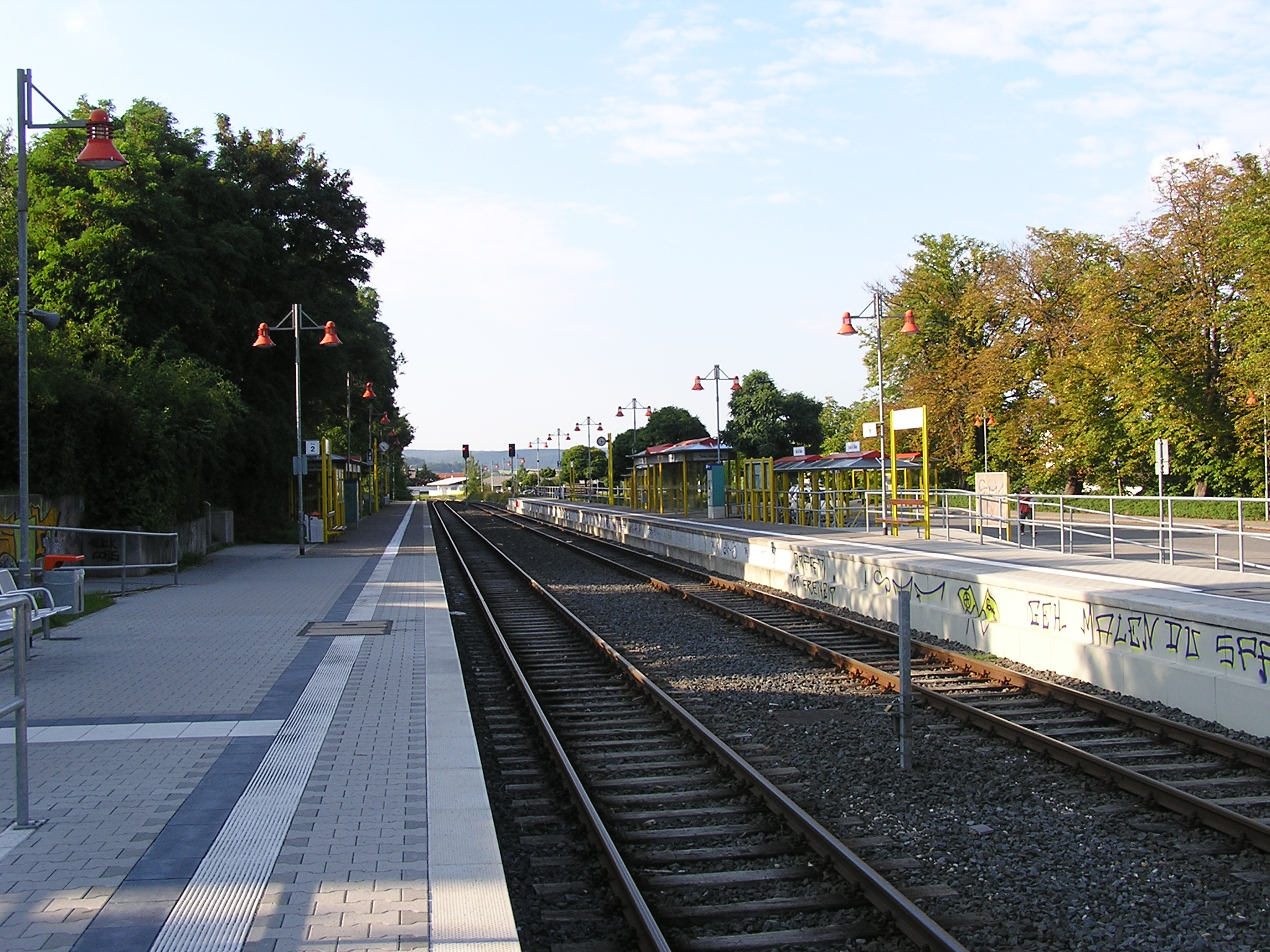
Bahnhof Neu-Anspach

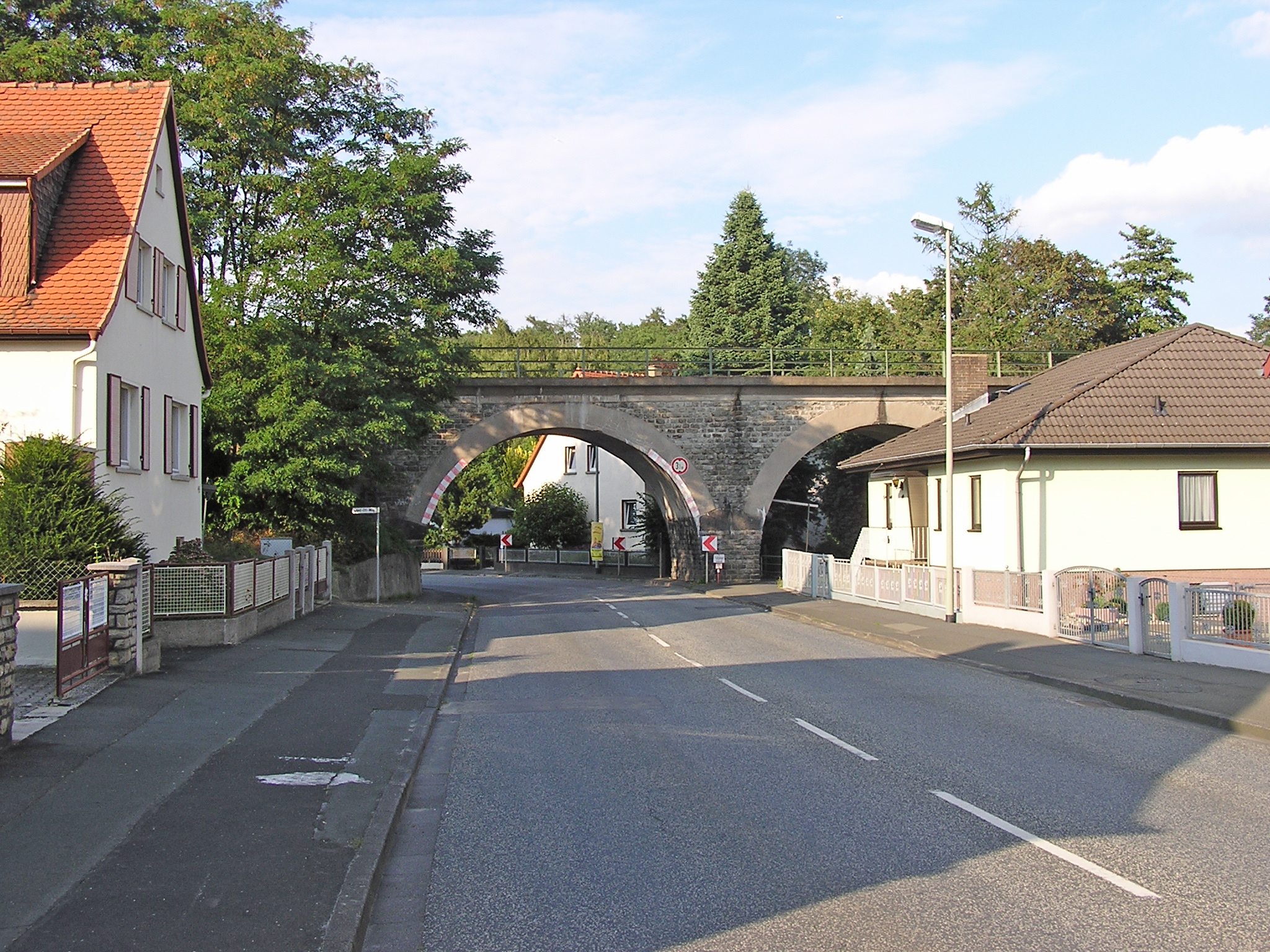
Viadukt kurz vor dem Bahnhof

Der nächste Anschluss an die Bundesautobahn 661 ist etwa 13 Kilometer vom Ortszentrum entfernt. Der Anschluss zur Bundesautobahn 5 ist etwa 15 Kilometer entfernt, nach Bad Homburg sind es etwa 12 Kilometer und zum Flughafen Frankfurt Main etwa 35 Kilometer.
Im öffentlichen Nahverkehr auf der Schiene gibt über die Bahnstrecke Friedrichsdorf–Albshausen direkte Verbindungen nach Bad Homburg (teilweise bis nach Frankfurt am Main), Grävenwiesbach (von dort Busanschluss nach Weilburg) und Brandoberndorf mit der vom Verkehrsverband Hochtaunus (VHT) betriebenen RMV-Linie RB 15. Außerdem gibt es Buslinien nach Usingen, Wehrheim, Weilrod, Schmitten und Königstein im Taunus.
In Neu-Anspach liegt der Flugplatz Anspach.

### Öffentliche Einrichtungen
Neu-Anspach war bis 2011 der Sitz des kommunalen Zweckverbandes Naturpark Taunus. Dieser zog 2011 von seinem Gebäude auf der ehemaligen Mülldeponie Brandholz in das neue Taunus-Informationszentrum in Oberursel.
Mit drei Standorten besitzt die Stadt Neu-Anspach drei Freiwillige Feuerwehren (Anspach, Hausen und Rod am Berg), wobei der Standort Anspach als zentrales Feuerwehrhaus dient, das über eine Atemschutzwerkstatt und eine Schlauchwäsche verfügt.
Mitte 2013 wurde der Feuerwehrstandort Westerfeld geschlossen und mit dem Standort Anspach zusammengelegt.

### Bildungseinrichtungen

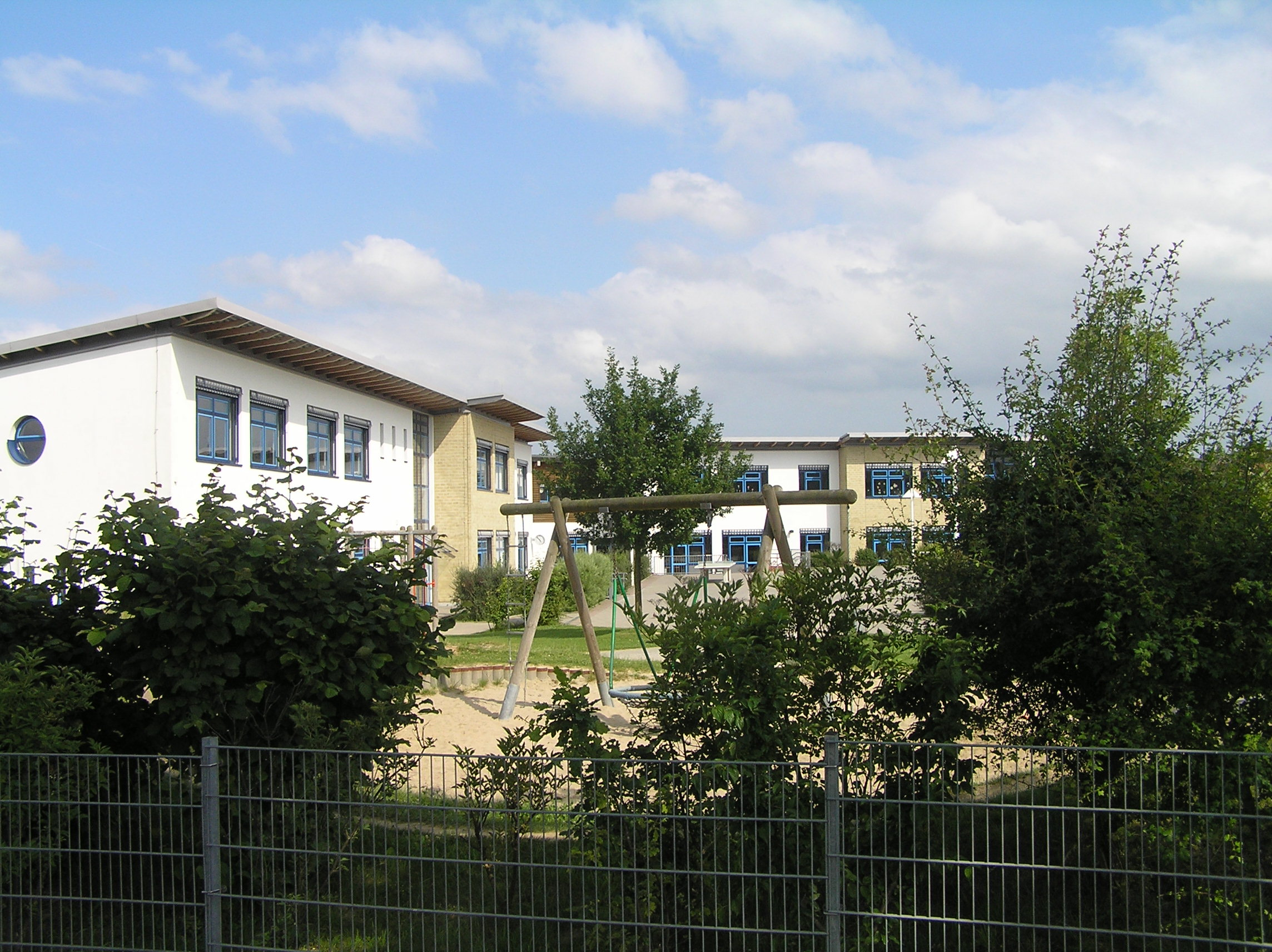
Grundschule am Hasenberg

#### Grundschulen
In Neu-Anspach gibt es die Grundschule am Hasenberg und die Grundschule an der Wiesenau.
Die Grundschule an der Wiesenau wurde 1995 direkt neben der Adolf-Reichwein-Schule erbaut. 20 Lehrer unterrichten 280 Kinder in 14 Klassen. Seit 2004 besteht eine Schulpartnerschaft mit der Fanaka Memorial Secondary School in Tansania.
Die Grundschule am Hasenberg liegt am Ortsrand von Hausen-Arnsbach und wurde 1999 eröffnet. 2010 wurde mit der Erweiterung der Schule um ein Betreuungszentrum und Fachräume begonnen. Der Neubau in der Nähe der Anspacher Neubaugebiete war durch das starke Bevölkerungswachstum nötig geworden. 330 Kinder werden von 18 Lehrkräften unterrichtet.

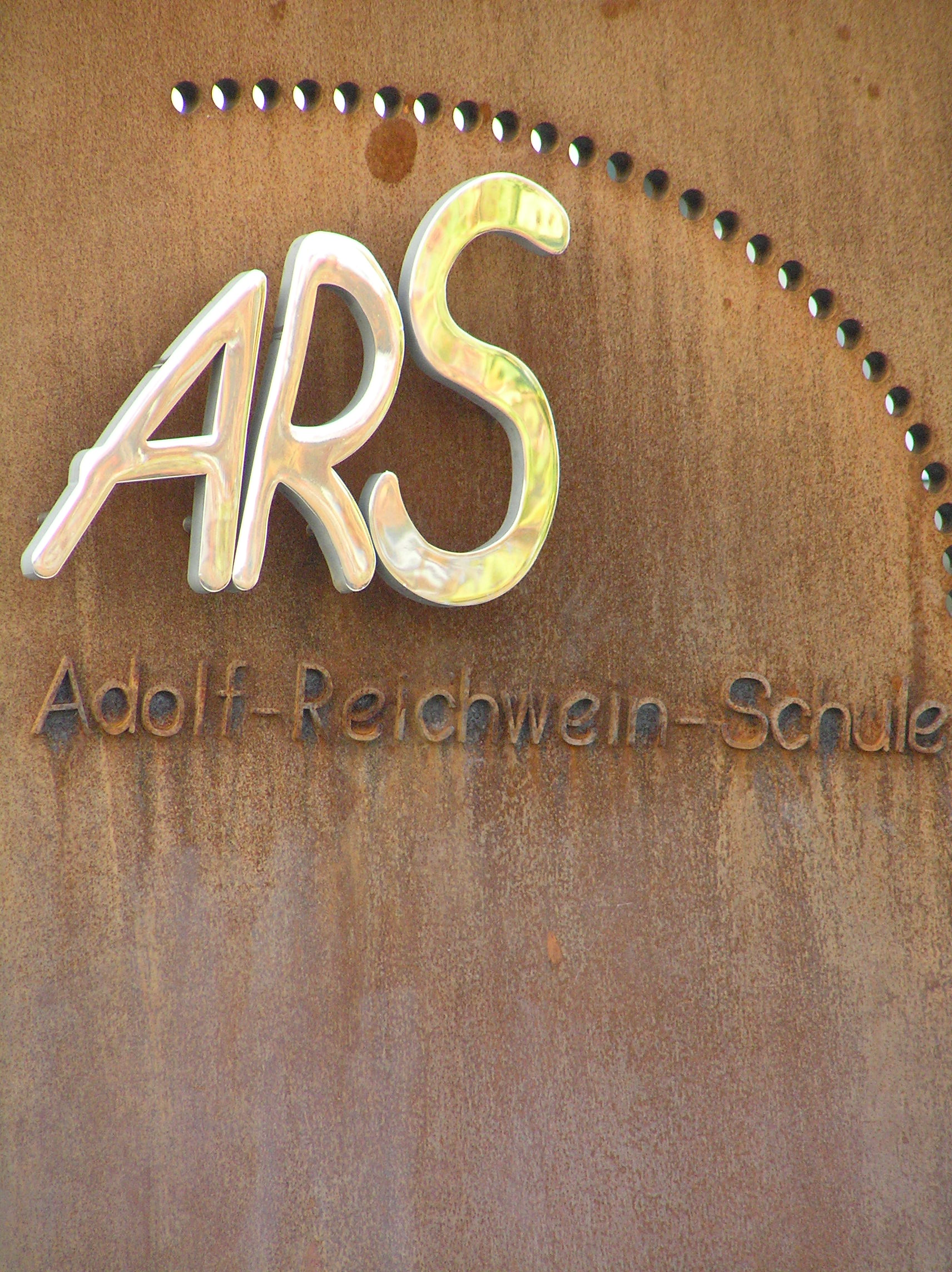
Eingangsschild

#### Adolf-Reichwein-Schule

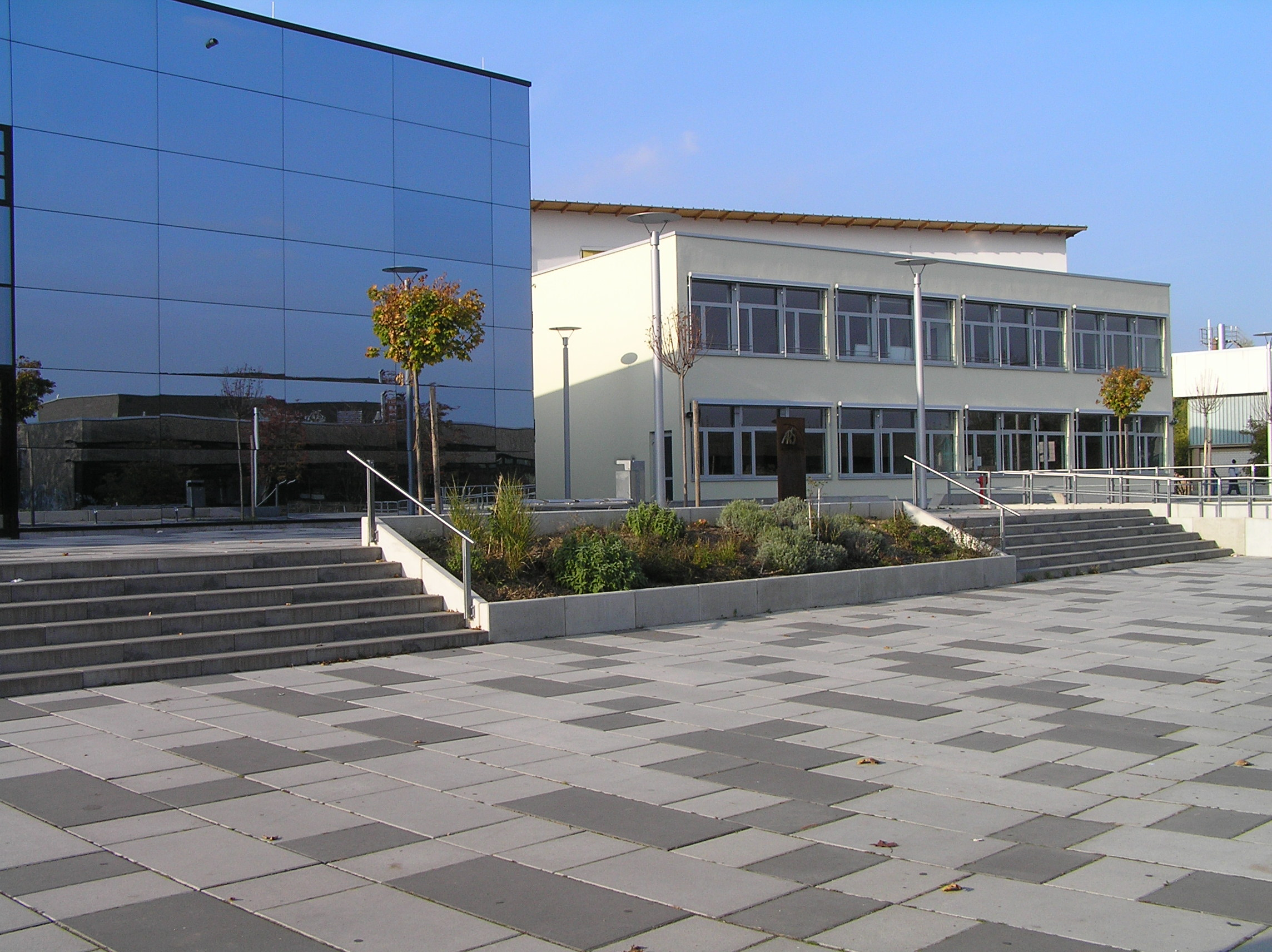
Neubau der Adolf-Reichwein-Schule

Die Adolf-Reichwein-Schule ist eine 1966 eröffnete Gesamtschule. Benannt wurde sie nach dem deutschen Widerstandskämpfer Adolf Reichwein.
Mit der Schaffung einer gymnasialen Oberstufe wurde die Attraktivität der Schule deutlich gesteigert. Im Schuljahr 2001/2002 wurde an der Adolf-Reichwein-Schule das erste Abitur abgelegt. Im Jahr 2005 wurde ein moderner Neubau eröffnet, der die inzwischen sanierungsbedürftigen 1960er-Jahre-Zweckbauten ergänzt. Der Schulkomplex umfasst acht Gebäude, zwei große und eine kleine Turnhalle sowie einen Sportplatz. Es besuchen etwa 1700 Schüler diese Schule.

## Kultur und Sehenswürdigkeiten

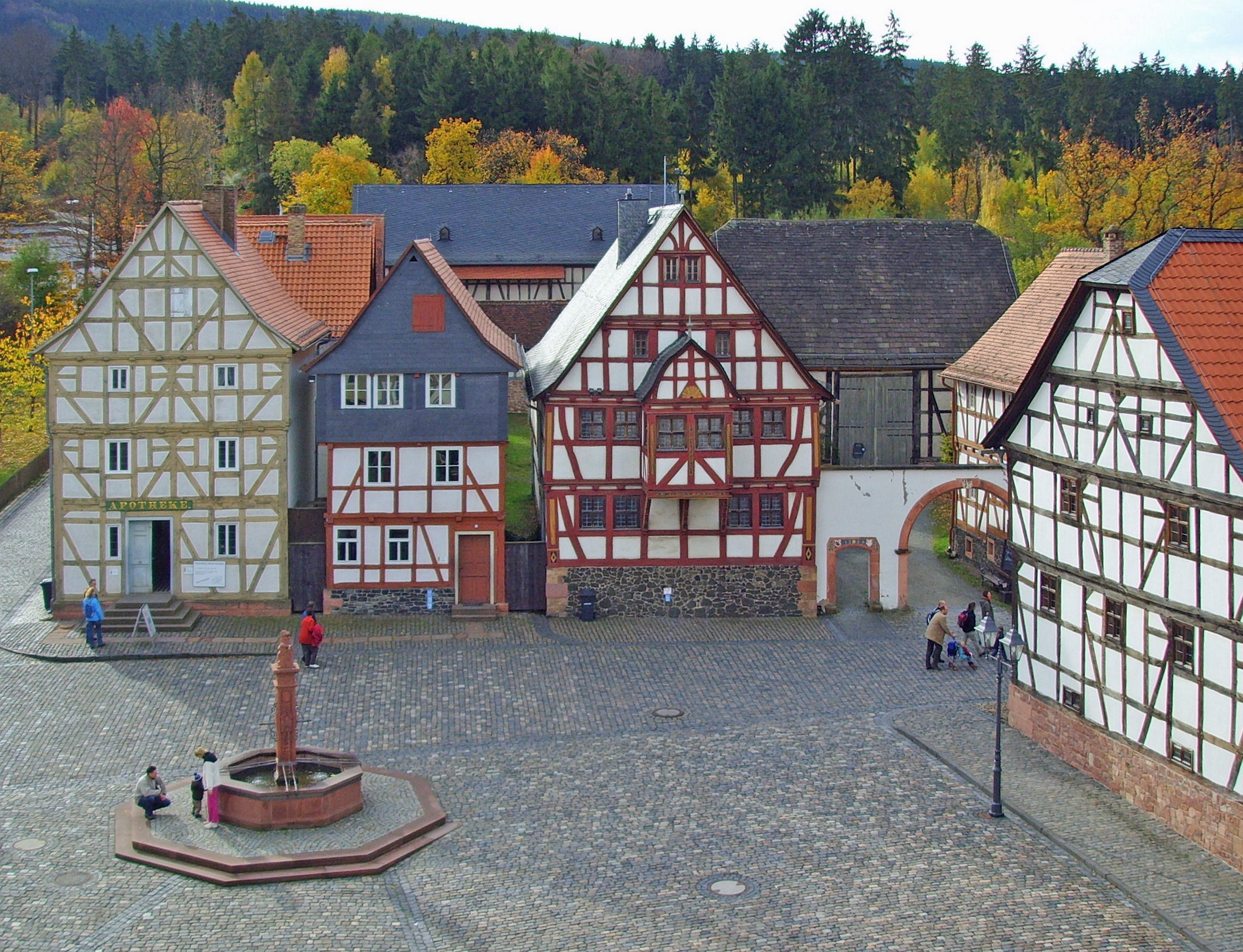
Hessenpark (Marktplatz)

Die bekannteste Sehenswürdigkeit Neu-Anspachs ist das seit 1974 südlich angesiedelte und viel besuchte Freilichtmuseum Hessenpark. Das bei Bad Homburg gelegene Römerkastell Saalburg ist 5 Kilometer südlich erreichbar.
Im Nachbarort Wehrheim liegt der bei Familien mit Kindern beliebte Freizeitpark Lochmühle.

### Waldschwimmbad

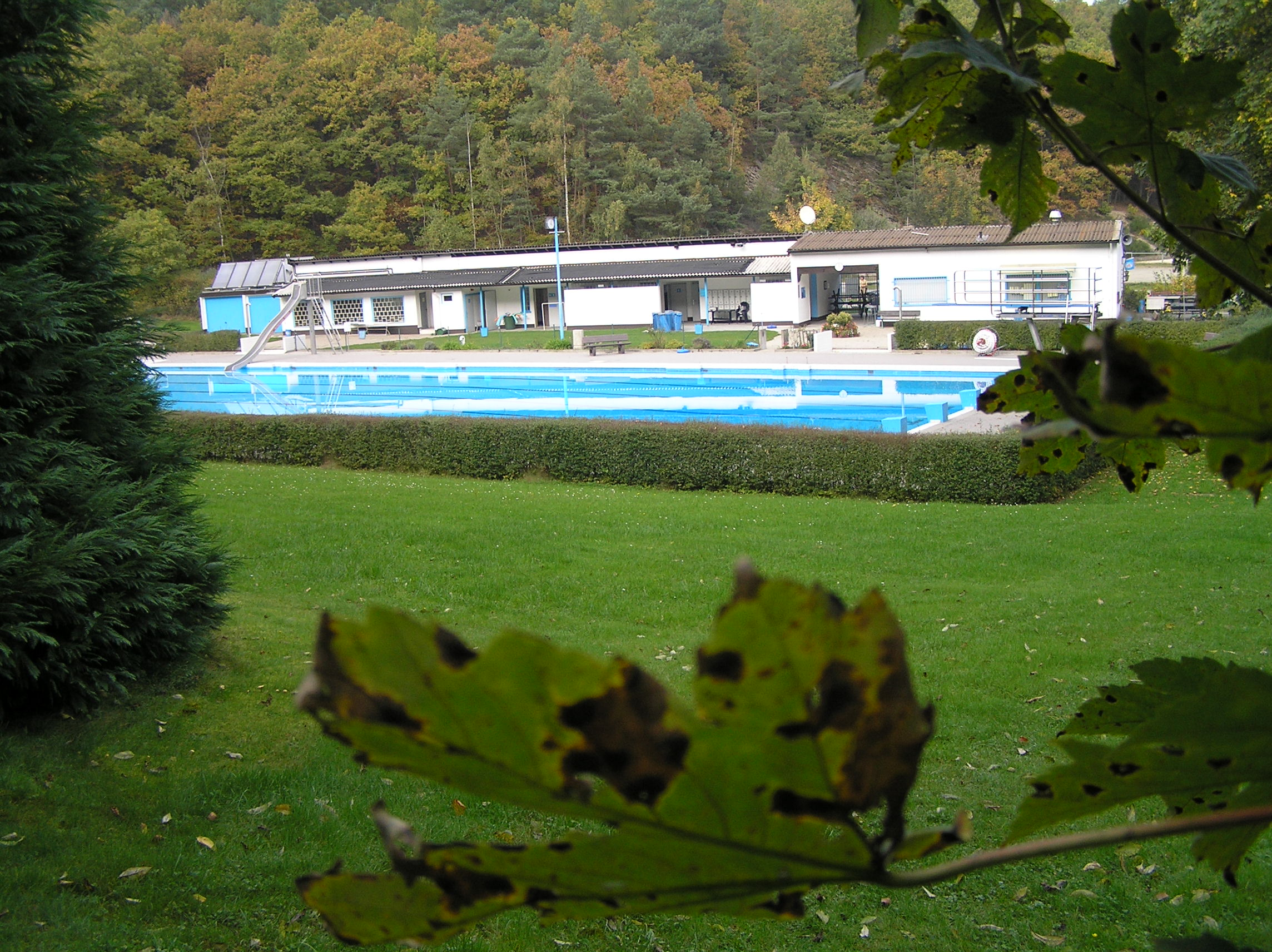
Waldschwimmbad

Das westlich von Anspach gelegene Waldschwimmbad im Usbachtal ist ein Freibad.

### Weitere Einrichtungen
Als einziger Ort im Usinger Land verfügt der Stadtteil Anspach über ein Kino.
Zur Förderung des bürgerschaftlichen Engagements hat die Freiwilligen-Agentur Usinger Land ihren Sitz in Neu-Anspach. Der Verein ist Anlaufstelle für Menschen, die sich engagieren möchten, vermittelt diese an andere Organisationen oder entwickelt eigene Engagementprojekte.
Die Bildungsstätte Alte Schule Anspach ist eine vom Bund Deutscher Pfadfinder betriebene Bildungsstätte in der alten Schule des Stadtteils Anspach.
Außerdem verfügt Neu-Anspach über zahlreiche Sportvereine, die unter dem Hauptverein SG Anspach zusammengefasst sind. Die SG Anspach wurde am 15. oder 17. Mai 1862 als Turn- und Singverein gegründet. Die 43 Gründungsmitglieder turnten zunächst in der Gastwirtschaft von Otto Ernst. Die Gemeinde überließ dem Turnverein einen ehemaligen Sportplatz an der heutigen Saalburgstraße, der als Vereinsgelände genutzt wurde.

### Grünwiesenweiher
Der Grünwiesenweiher nahe dem Stadtteil Hausen-Arnsbach ist mit einer Größe von 1,3 Hektar eine der wenigen größeren Wasserflächen des Taunus. Geologisch bedingt gibt es im Taunus keine nennenswerten natürlichen Seen. Auch der Grünwiesenweiher ist künstlich angelegt und dient seit dem 18. Jahrhundert als Reservoir für die Mühlen an der Usa und Fischgrund. Der erste urkundliche Nachweis des Weihers stammt aus dem Jahr 1805. Nach dem Zweiten Weltkrieg wurde der Weiher auch als Badesee genutzt. Am Ostufer wurden hierfür auch eine Bruchsteinmauer, ein Badesteg und eine Grillhütte angelegt. Aufgrund der Waldlage und des geringen Wasseraustauschs „kippte“ der Weiher aber durch die Badenutzung regelmäßig um, so dass sich die Gemeinde 1987 entschloss, die Badenutzung zu untersagen und den Weiher unter Naturschutz zu stellen.

## Persönlichkeiten

### Söhne und Töchter der Stadt
- Johann Reinhard Rus (1679–1738), geboren in Rod am Berg, Philologe, Gräzist und evangelischer Theologe
- Hölzerlips (bürgerlich Georg Philipp Lang) (1776–1812), geboren in Rod am Berg, Räuber
- Karl Heinrich Ulrichs (1825–1895), geboren in Westerfeld, Jurist, Journalist, Verleger, Schriftsteller, Pionier der Sexualwissenschaft und Vorkämpfer für die rechtliche Gleichstellung von Homosexuellen
- Johann Michael Freiherr von Welser (1869–1943), geboren in Anspach, Verwaltungsjurist
- Ferdy Kauffman (1878–1938), geboren in Anspach, Musiker
- Hans Adam (1894–1942), geboren in Anspach, Widerstandskämpfer
- Richard Daniel (1900–1986), geboren in Anspach, Generalmajor
- Kai-Steffen Meier (* 1983), Vielseitigkeitsreiter

### Persönlichkeiten, die mit der Stadt in Verbindung stehen
- Katrin Hechler (* 1969), politische Beamtin (SPD), lebt in Neu-Anspach